# Venă oblică a atriului stâng
Vena oblică a atriului stâng (vena oblică a lui Marshall) este un vas mic care coboară oblic pe partea posterioară a atriului stâng și se termină în sinusul coronarian în apropierea extremității sale stângi; se continuă deasupra cu ligamentul venei cave stângi (lig. venæ cavæ sinistræ pli vestigial al lui Marshall), iar cele două structuri formează remanența ductului stâng Cuvieriene. Această regiune obscură de prefuziune cardiacă adiacentă nodului SA se deplasează înainte și înapoi sub sistolă și diastolă, influențând astfel și mai mult inervația autonomă cardiacă. Ablația acestui canal pare rezonabilă pentru mulți observatori.

## Imagini suplimentare

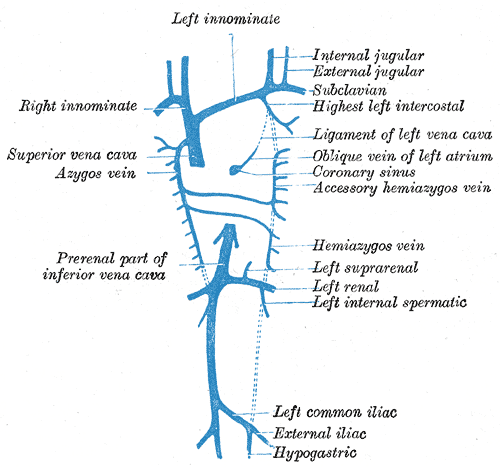
Diagrama care arată finalizarea dezvoltării venelor parietale.